# Andreas Montag
Andreas Montag (* 4. März 1956 in Gotha) ist ein deutscher Journalist und Schriftsteller.

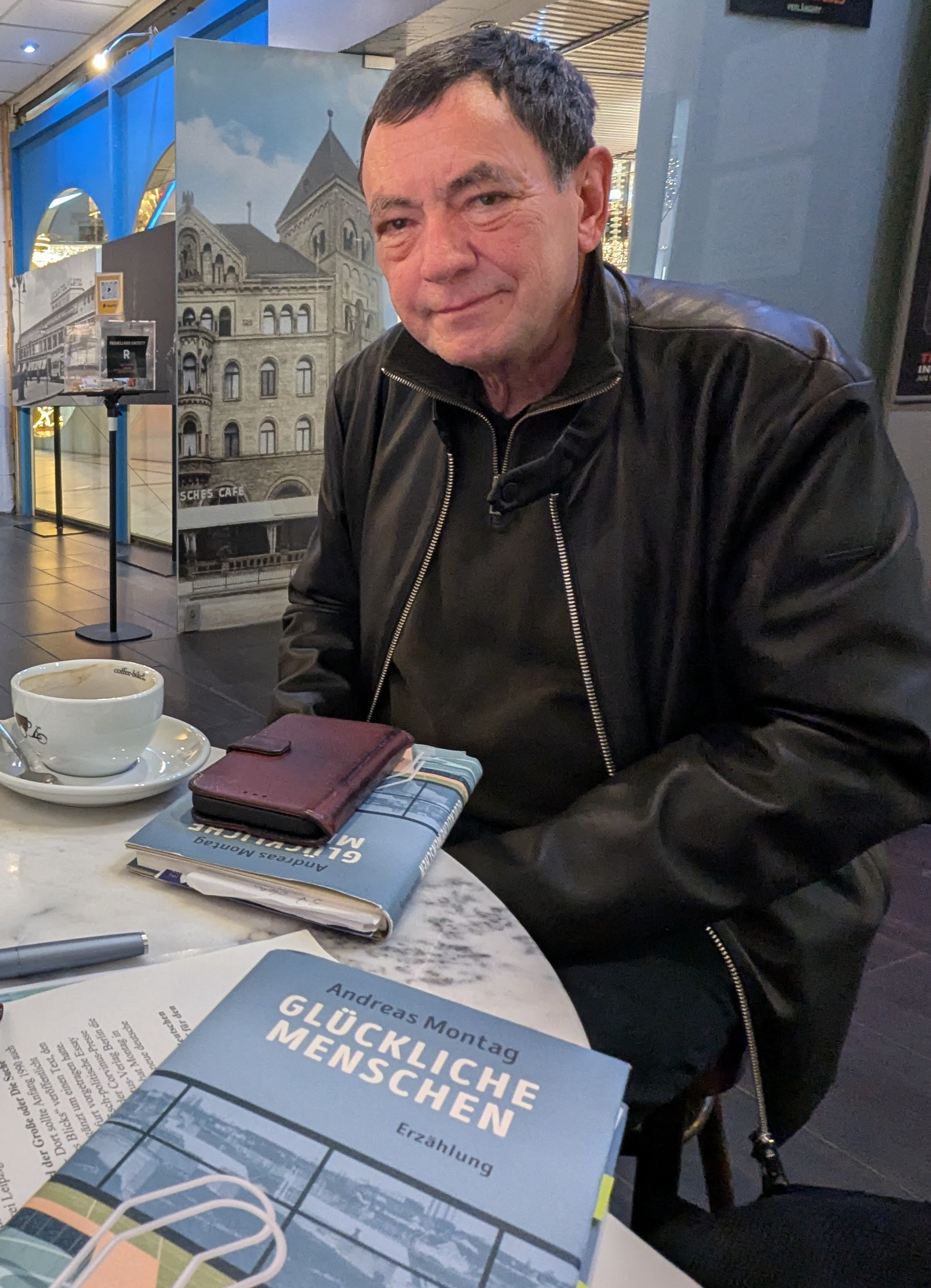
Andreas Montag (2025)

## Leben
Andreas Montag absolvierte nach dem Abitur eine Ausbildung zum Bibliothekar an der Fachschule für Bibliothekare „Erich Weinert“ in Leipzig. Anschließend studierte er am Literaturinstitut „Johannes R. Becher“. 
Montags erster Roman Karl der Große oder Die Suche nach Julie erschien 1985 im Mitteldeutschen Verlag Halle (Saale). 
Montag arbeitete als Packer, als Krankenhausseelsorger, als Bibliothekar und seit 1986 als freier Schriftsteller zunächst in Leipzig, seit 1988 in Halle (Saale). 1990 nahm er am Ingeborg-Bachmann-Wettbewerb in Klagenfurt teil. Im gleichen Jahr wurde er Mitglied der Redaktion der Mitteldeutschen Zeitung in Halle (Saale) und war dort von 1996 bis 2022 Ressortleiter Kultur.
Andreas Montag ist Verfasser von erzählender Prosa und Texten und Artikeln zu Kunst, Theater, Politik und Zeitgeschehen. Der Band Die weitere Verwandlung des Blicks mit Erzählungen aus den letzten Jahren der DDR, dessen Erscheinen 1989 von den Wendeereignissen verhindert wurde, veröffentlichte der Mitteldeutsche Verlag erst 2007. Sein 2008 – nach über zwanzig Jahren Absenz von der großen Form – ebenfalls im Mitteldeutschen Verlag erschienener Roman Mannestreu beschreibt Lebensgeschichten eines Nachwendedeutschlands still und melancholisch. Andreas Montag setzt diesen Roman in Beziehung zu seinem Debüt: Die Hauptfigur aus Karl der Große spaziert in einer Nebenrolle durch das Bild – als nunmehr gealterter (und einsamer) Melancholiker.
Im November 2017 erschien das Künstlerbuch „Paradies“ mit Gedichten von Andreas Montag und Grafiken von Hélène Habbot Bautista (Paris) bei der Corvinus Presse.
Andreas Montag war Mitglied des Schriftstellerverbandes der DDR bis zu dessen Auflösung 1990. 1986 erhielt er den Förderpreis des Mitteldeutschen Verlages. Seit 2015 ist er Mitglied des PEN-Zentrums Deutschland.
Er lebt mit Lebensgefährtin und den beiden gemeinsamen Kindern in Halle (Saale) und Berlin.

## Werke
Romane, Erzählungen
- Karl der Große oder Die Suche nach Julie, Mitteldeutscher Verlag Halle 1985
- Nichts als leben in: Landsleute. DDR-Schriftsteller erzählen, Berlin 1989
- Die weitere Verwandlung des Blicks, Halle (Saale) 2007
- Mannestreu, Halle (Saale) 2008
- Glückliche Menschen, Berlin 2022
- Der Geruch des Ostens, Berlin 2024

Sachbücher
- Lothar König. Eine rebellische Seele, Freiburg 2012

Essays
- Nachwort in: Franz Jung, Manfred Jendyschik, Andreas Montag (HG): Die Eroberung der Maschinen, Halle (Saale)/Leipzig 1990
- Grenzwerte in: Robert Schlotter, Andreas Montag & Fabian Knierim: Beyond Cold War, Halle (Saale) 2015